# Trot Nixon
Pour les articles homonymes, voir Nixon.
Christopher Trotman Nixon (né le 11 avril 1974 à Durham, Caroline du Nord, États-Unis) est un ancien joueur professionnel de baseball.
Il évolue comme voltigeur de droite dans la Ligue majeure de baseball pour les Red Sox de Boston de 1996 à 2006, les Indians de Cleveland en 2007 et les Mets de New York en 2008. Il fait partie de l'équipe des Red Sox qui remporte la Série mondiale 2004.

## Carrière
Trot Nixon est le héros du 3e match de la Série de divisions 2003 entre les Red Sox et les Athletics d'Oakland, à Boston. Les Red Sox, risquant l'élimination, remportent le match 3-1 grâce à un circuit de deux points de Nixon comme frappeur suppléant en fin de 11e manche contre le lanceur Rich Harden, prolongeant une série éliminatoire qu'ils gagnent finalement trois matchs à deux après avoir perdu les deux premières rencontres.
Nixon est membre de l'équipe des Red Sox de Boston qui remporte la Série mondiale 2004 pour un premier titre en 86 ans.
À la suite d'une saison 2006 décevante et marquée par des blessures, les Red Sox refusent de s'aligner sur les demandes salariales du joueur. Ce dernier signe un contrat d'un an le 19 janvier 2007 pour trois millions de dollars avec les Indians.
Ses prestations chez les Indians au cours de la première partie de la saison 2007 sont assez décevantes avec la pire moyenne au bâton de sa carrière (0,246) pour trois coups de circuit au 21 juillet 2007. Il est relégué sur le banc en fin de saison.
Lors de la pré-saison 2008, il est invité pour participer au camp d'entraînement des Diamondbacks de l'Arizona. Il signe un contrat de joueur de ligues mineures dans l'espoir d'intégrer l'effectif des D-Backs au début de la saison 2008, mais doit se contenter d'une affectation dans l'équipe affilié des Tucson Sidewinders en Pacific Coast League (niveau Triple-A).
Il est transféré chez les New York Mets le 13 juin 2008 et participe à 11 matchs des Mets en Ligue majeure puis signe chez les Milwaukee Brewers le 18 décembre 2008 mais ne revient pas dans les majeures.